# Otto Schönberger
Pour les articles homonymes, voir Schönberger.
Otto Schönberger (né le 22 février 1926 à Dillingen) est un philologue allemand.

## Biographie
Otto Schönberger étudie à l'université de Wurtzbourg la philologie classique et la germanistique jusqu'à son doctorat en 1951. Il devient professeur au Siebold-Gymnasium. Il fait des commentaires de textes classiques, notamment pour Reclam-Verlag, et des cahiers d'exercice en grec et en latin.
Dans la didactique, il influence significativement avec Saul B. Robinsohn l'enseignement des langues classiques par la nouvelle matrice de l'objectif de l'apprentissage et en l'orientant d'après les bases de l'éducation moderne.

## Source de la traduction
- (de) Cet article est partiellement ou en totalité issu de l’article de Wikipédia en allemand intitulé « Otto Schönberger » (voir la liste des auteurs).